# Усанов, Дмитрий Александрович
Дмитрий Александрович Усанов (24 июля 1943, Бондюжский, Бондюжский поссовет, Елабужский район, Татарская АССР, РСФСР, СССР — 5 июня 2019, Саратов) — советский и российский физик, педагог, заведующий кафедрой физики твёрдого тела Саратовского государственного университета, заслуженный деятель науки Российской Федерации.

## Биография
В 1965 году с отличием окончил физический факультет Саратовского государственного университета (СГУ) имени Н. Г. Чернышевского. Работал инженером на предприятии электронной промышленности в г. Саратове. В 1972 году защитил диссертацию на соискание учёной степени кандидата физико-математических наук по специальности «Физика полупроводников и диэлектриков».
Затем — в СГУ: старший научный сотрудник, заведующий лабораторией НИИ механики и физики при СГУ, доцент, заместитель декана физического факультета по научной работе (годы), с 1985 года до конца жизни — заведующий кафедрой физики твёрдого тела.
В 1989 году защитил диссертацию на соискание учёной степени доктора физико-математических наук по специальности «Радиофизика, включая квантовую радиофизику». В 1990 году ему было присвоено ученое звание профессора по кафедре физики твёрдого тела.
С 1989 по 2000 год и с 2003 по 2013 год — проректор СГУ по научно-исследовательской работе.

## Научная деятельность
Сфера научных интересов: междисциплинарные исследования в сферах твердотельной электроники, радиофизики и оптики. Основоположник новых направлений в метрике, новых методов измерений и устройств твердотельной электроники, изобретатель ближнеполевого микроскопа. На созданной научной базе были разработаны и внедрены новые промышленные приборы. Предложенные им новые технологии, способы измерений и приборы защищены более 200 авторскими свидетельствами и патентами, внедрены в виде серий в промышленности и широко используются в медицинской практике.
Д. А. Усанов — автор более 400 научных статей. Результаты его работ обобщены в 13 монографиях и 27 учебных пособиях. Под его руководством защищено 59 кандидатских и 8 докторских диссертаций. Многие ученики Дмитрия Александровича стали докторами наук, профессорами, руководителями и ведущими специалистами в вузах, научно-исследовательских учреждениях и промышленных предприятиях.
Оригинальные теоретические и экспериментальные исследования позволили предложить и создать новые типы устройств, выпущенные в виде серий. Среди наиболее известных — измеритель толщины покрытий типа СИТ-40, который был успешно применён для контроля теплозащитного покрытия на советском космическом корабле «Буран». Значительное число его научных трудов относится к исследованию свойств СВЧ фотонных кристаллов и созданию на их основе новой элементной базы радиоэлектроники и новых способов измерения параметров нанокомпозитов, микро- и наноструктур.
Входил в состав Учебно-методического объединения Министерства образования и науки РФ по направлению «Электроника и микроэлектроника», специальности «Микроэлектроника и полупроводниковые приборы», выступал экспертом по оценке качества образования Федеральной службы по надзору в сфере образования и науки. Много творческих сил Д. А. Усанов отдавал работе на посту председателя Совета ветеранов СГУ, реализуя инициативы по сохранению исторической памяти и воспитанию молодёжи.
Д. А. Усанов занимает достойное место среди крупных учёных, посвятивших свою жизнь развитию полупроводниковой электроники, микро- и наноэлектроники.

## Награды и звания
Награждён орденом Почета (2010), медалью ордена «За заслуги перед Отечеством» 2-й степени (2003).
«Заслуженный деятель науки Российской Федерации» (1998). Заслуженный изобретатель Российской Федерации (2018). Почётный работник высшего профессионального образования Российской Федерации.
Награждён тремя серебряными и 4-я бронзовыми медалями ВДНХ, 26-ю золотыми, восемью серебряными и двумя бронзовыми медалями на выставках изобретений и инноваций в Париже, Брюсселе, Москве, Нюрнберге, а также двумя золотыми медалями Международной федерации Ассоциации изобретателей за победы на Европейском (Нюрнберг, Германия, 2007 г.) и Всемирном конкурсах изобретателей (Сучжоу, КНР, 2008 г.).
В 2000 году ему была присуждена Государственная научная стипендия РАН.
Почётный доктор Башкирского государственного университета (2009).